# Jānis Dāliņš
Jānis Dāliņš (Valmiera, 5 de noviembre de 1904 - Melbourne, Australia, 11 de junio de 1978) fue un atleta letón especializado en marcha atlética.
Ganó la medalla de plata en los Juegos Olímpicos de 1932 en Los Ángeles compitiendo en la distancia de 50 km marcha con una marca de 4 horas 57 minutos y 20 segundos, detrás del británico Thomas Green y por delante del italiano Ugo Frigerio.
En 1936 acudió por segunda vez a unos juegos olímpicos pero no terminó la prueba. Fue en los Juegos Olímpicos de Berlín.